# Heikki Simojoki
Heikki Juhani Simojoki (till 1928 Simelius), född 22 januari 1906 i Torneå, död 17 september 1990 i Helsingfors, var en finländsk geofysiker.
Simojoki blev filosofie doktor i Helsingfors 1940 på avhandlingen Über die Eisverhältnisse der Binnenseen Finnlands och tjänstgjorde under finska fortsättningskriget vid fronten som meteorolog med kaptens grad. Efter krigsslutet var han anställd vid Havsforskningsinstitutet 1945–56, vid Meteorologiska institutet 1956–58 och var chef för Väg- och vattenbyggnadsstyrelsens hydrologiska byrå 1958–67. Han var Helsingfors universitets förste professor i geofysik 1967–72.